# Astragalus hickenii
Astragalus hickenii är en ärtväxtart som beskrevs av Gomez-sosa. Astragalus hickenii ingår i släktet vedlar, och familjen ärtväxter. Inga underarter finns listade i Catalogue of Life.